# Dioscorea dicranandra
Dioscorea dicranandra là một loài thực vật có hoa trong họ Dioscoreaceae. Loài này được Donn.Sm. mô tả khoa học đầu tiên năm 1894.